# LGM-35 Sentinel
El LGM-35 Sentinel (Centinela), también conocido como Ground Based Strategic Deterrent (en español Disuasión Estratégica Basada en Tierra, GBSD), es un futuro sistema estadounidense de misiles balísticos intercontinentales (ICBM) basado en tierra que se encuentra actualmente en las primeras etapas de desarrollo. Está programado para reemplazar los misiles Minuteman III, actualmente estacionados en Dakota del Norte, Wyoming, Montana, Nebraska y Colorado, desde 2029 hasta 2075.
En 2020, el Departamento de la Fuerza Aérea otorgó el contratista de defensa Northrop Grumman un contrato de fuente única de 13,3 mil millones de $ para el desarrollo del LGM-35 después de que Boeing retirara su propuesta. Los subcontratistas de Northrop Grumman en el LGM-35 incluyen Lockheed Martin, General Dynamics, Bechtel, Honeywell, Aerojet Rocketdyne, Parsons, Textron y otros.

## Historia
En 2010, la Coalición ICBM, legisladores de Estados de Estados Unidos que albergan misiles nucleares, le dijeron al presidente norteamericano Barack Obama que no apoyarían la ratificación del nuevo tratado START III con Rusia a menos que Obama aceptara renovar la tríada nuclear estadounidense: armas nucleares que podrían lanzarse desde tierra, mar y aire. En una declaración escrita, el presidente Obama acordó "modernizar o reemplazar" las tres patas de la tríada.
En julio de 2016, el Centro de Armas Nucleares de la Fuerza Aérea de EE. UU. (Air Force Nuclear Weapons Center) realizó una solicitud de propuesta para el desarrollo y mantenimiento de un misil balístico intercontinental (ICBM) con capacidad nuclear de una nueva generación. El GBSD reemplazaría al Minuteman III, que se desplegó por primera vez en 1970, como parte de la parte terrestre de la tríada nuclear estadounidense. Se estima que los nuevos misiles, que se implementarán gradualmente durante una década a partir de fines de la década de 2020, tendrán un ciclo de vida de cincuenta años que costará alrededor de 264 mil millones de $. Boeing y Northrop Grumman compitieron por el contrato.
En agosto de 2017, la Fuerza Aérea de los Estados Unidos (USAF) otorgó contratos de desarrollo de tres años a Boeing y Northrop Grumman por 349 millones de $ y 329 millones de $, respectivamente. Se seleccionaría una de estas empresas para producir un ICBM nuclear basado en tierra en 2020. En 2029, se espera que el programa GBSD entre en servicio y permanezca activo hasta 2075.
El 25 de julio de 2019, Boeing anunció que no presentaría una oferta por el programa, citando la reciente adquisición por parte de Northrop de Orbital ATK (ahora Northrop Grumman Innovation Systems), el proveedor de motores de cohetes sólidos de Boeing. Northrop firmó un acuerdo para proteger los datos de propiedad de Boeing después de adquirir Orbital ATK. Posteriormente, la Fuerza Aérea detuvo la financiación del proyecto Boeing, dejando a Northrop Grumman como el único postor del contrato en octubre de 2019.
En diciembre de 2019, se anunció que Northrop Grumman ganó el concurso para construir el futuro misil balístico intercontinental. Northrop ganó por defecto, ya que su oferta era la única que quedaba por considerar para el programa GBSD. La Fuerza Aérea dijo que "procederían con una negociación de fuente única agresiva y efectiva" en referencia a la oferta de Northrop.
El 8 de septiembre de 2020, el Departamento de la Fuerza Aérea otorgó a Northrop Grumman un contrato de 13.300 millones de dólares para desarrollar el misil balístico intercontinental GBSD. El trabajo en los misiles GBSD se realizará en Roy y Promontory, Utah; Huntsville y Montgomery, Alabama; Colorado Springs, Colorado; Bellevue, Nebraska; San Diego y Woodland Hills, California; Base Vanderberg de la Fuerza Espacial estadounidense, California; Chandler, Arizona; Annapolis Junction, Maryland; y otros lugares.
En abril de 2022, se anunció la designación oficial de GBSD: LGM-35A Sentinel. En abril de 2023, la USAF comenzó formalmente a buscar información preliminar del proveedor antes de emitir una solicitud de propuesta (RFP) para el vehículo de reingreso de próxima generación (NGRV).

## Ojiva
En marzo de 2019, se seleccionó la ojiva termonuclear W87 Mod 1 (W87-1) para el nuevo modelo de misil GBSD, reemplazando la ojiva W78 que se usa actualmente en el Minuteman III. Está previsto que el GBSD se despliegue en 2028, con ojivas W87-0 inicialmente instaladas en el sistema y ojivas W87-1 a partir de 2030 en adelante. Esto le da a la Fuerza Aérea una pequeña cantidad de flexibilidad si el W87-1 se retrasa.

## Prueba
Las pruebas de GBSD se realizarían principalmente en la Base de la Fuerza Aérea Hill, Utah, y en la Base Vanderberg de la Fuerza Espacial estadounidense (VSFB), California, con lanzamientos de misiles desde VSFB sobre el Océano Pacífico. Se realizarían pruebas adicionales en el campo de pruebas de Dugway del ejército de los EE. UU., Utah, el atolón Kwajalein de la guarnición del ejército de los EE. UU. y dentro de las aguas territoriales de las Islas Marshall.
El 7 de julio de 2022, se lanzó un cohete Minotaur II+ desde la Vandenberg TP-01 para una misión de demostración del vehículo de reentrada suborbital (vehículo de reentrada Mk21A perteneciente a AFNWC) para el futuro misil balístico intercontinental LGM-35A Sentinel. El cohete explotó 11 segundos después del lanzamiento.

## Debate

### Pros
Los partidarios del GBSD incluyen la Fundación Heritage, el Secretario de Defensa Lloyd Austin, el ex Secretario de Defensa Ash Carter y miembros del Congreso en la "Coalición ICBM". Argumentan que los misiles balísticos intercontinentales actuales, introducidos por primera vez en la década de 1970, han tenido una vida útil lo suficientemente larga y necesitan ser reemplazados por un sistema modular en el que los componentes sean más fáciles de reemplazar o actualizar. Al defender la importancia de los misiles terrestres, los partidarios dicen que son la parte menos costosa de la tríada nuclear porque no requieren grandes equipos de mantenimiento ni incurren en costes de reabastecimiento de combustible elevados, como los submarinos de propulsión nuclear. Además, argumentan que los misiles terrestres son recordatorios visibles de que EE. UU. puede contraatacar en caso de un ataque nuclear, lo que los hace esenciales para la disuasión nuclear.
En su Evaluación de amenazas anual de 2021, la comunidad de inteligencia de EE. UU. dijo que China planeaba duplicar su arsenal de armas nucleares en los próximos diez años en "la expansión más rápida de su historia". También advirtió que Rusia puede expandir y modernizar su arsenal nuclear.
Uno de los principales partidarios del GBSD es el senador Jon Tester (D-MT), Presidente del Subcomité de Defensa de Asignaciones del Senado. En una entrevista del 21 de marzo de 2021 con Defense News, Tester dijo: "En este momento, creo que es importante que avancemos con el GBSD porque creo que todavía hay un elemento disuasorio importante". Jennifer Granholm, Secretaria de Energía en la administración de Biden, dijo a la prensa el 9 de abril de 2021: "Tenemos que conservar y mantener las reservas para asegurarnos de que sean seguras y efectivas, y continuaremos haciéndolo para garantizar que podamos disuadir la agresión nuclear de otros países".

### Contras
Los críticos de GBSD incluyen al ex Secretario de Defensa William Perry; Daniel Ellsberg, denunciante de los Papeles del Pentágono y autor de The Doomsday Machine: Confessions of a Nuclear War Planner; el Comité de Amigos de la Legislación Nacional (FCNL); la Unión de Científicos Preocupados (UCS); la Federación de Científicos Estadounidenses (FAS); y Acción por la Paz. Argumentan que los nuevos misiles no solo serían costosos, sino también peligrosos, lo que aumentaría el riesgo de desencadenar accidentalmente una guerra nuclear. Los críticos dicen que los misiles balísticos intercontinentales, que se supone que actúan como una esponja que atrae el fuego enemigo para agotar la energía nuclear de Rusia, podrían provocar la muerte de más de 10 millones de personas. Ellsberg y el autor Norman Solomon argumentan que los grupos de paz deben oponerse no solo al GBSD sino también a toda la parte terrestre de la tríada nuclear para reducir la amenaza de una guerra nuclear accidental.
El físico David Wright, ex codirector del Programa de Seguridad Global de la UCS, en su informe Repensar los misiles nucleares terrestres , escribe que los misiles balísticos lanzados desde submarinos (SLBM) son tan precisos, si no más, que los misiles terrestres, y son "prácticamente indetectables", lo que hace que los misiles balísticos intercontinentales no solo se vuelvan obsoletos, sino que también se conviertan en presa fácil en los cinco estados que albergan misiles balísticos intercontinentales. Wright concluye que la vulnerabilidad de los misiles balísticos intercontinentales ha llevado a la Fuerza Aérea a mantenerlos en alerta máxima, lo que es peligroso y podría desencadenar una guerra nuclear. Según William Hartung, autor de Prophets of War: Lockheed Martin and the Making of the Military-Industrial Complex, un presidente tendría solo unos minutos para decidir si lanzar misiles balísticos intercontinentales en una crisis para que los misiles no se destruyan en un primer ataque.

### Votación
En 2020, el Programa de Consulta Pública de la Universidad de Maryland emitió un informe titulado Common Ground of the American People, que fue una compilación de estudios realizados durante los cinco años anteriores, recopilando datos de casi 86.000 personas que fueron encuestadas en el GBSD. El sesenta y uno por ciento de los estadounidenses, incluidas las mayorías demócrata y republicana, dijeron que apoyaban la eliminación gradual de los 400 misiles balísticos intercontinentales terrestres de los Estados Unidos.
Otra encuesta de 2020 realizada por la Federación de Científicos Estadounidenses y ReThink Media encontró que la mayoría de los republicanos y demócratas estaban a favor de soluciones alternativas al GBSD, incluida la extensión de la vida útil del misil balístico intercontinental Minuteman III. Se encuestó a más de 800 votantes registrados, con una sobrerepresentación de 200 votantes registrados en los Estados con ICBM desplegados actualmente: Colorado, Montana, Dakota del Norte, Nebraska y Wyoming. Cuando se preguntó a los encuestados: "¿Qué cree que debería hacer el gobierno con respecto a los misiles balísticos intercontinentales?", el 30 % se mostró a favor de la actualización de los misiles balísticos intercontinentales existentes en lugar de reemplazarlos, el 26 % apoyó el nuevo GBSD, el 20 % prefirió eliminar los misiles balísticos intercontinentales y el 10 % apoyó la abolición de todas las armas nucleares.
Según una encuesta de 2021 encargada por el Instituto Mitchell de Estudios Aeroespaciales, una organización financiada por los principales fabricantes de armas, la mayoría de los votantes cree que la capacidad de disuasión nuclear debería ser una de las principales prioridades del Departamento de Defensa, con una la mayoría también apoya los esfuerzos de modernización. La encuesta preguntó a más de 2.000 votantes sobre sus puntos de vista sobre la seguridad nacional y las armas nucleares. El ochenta y uno por ciento de los encuestados prefirieron los beneficios de seguridad de las capacidades nucleares terrestres de los Estados Unidos más que los ahorros de costos de eliminar estas capacidades. Cuando se les dijo que el actual sistema ICBM Minuteman III tiene más de 50 años, la mayoría de los encuestados dijo que los ICBM deberían ser reemplazados por un sistema moderno, en comparación con el 23 por ciento que dijo que los ICBM deberían renovarse para extender su vida actual. Solo el cinco por ciento indicó una opinión de que deberían eliminarse por completo. Cuando se le informó que Rusia y China habían modernizado sus arsenales nucleares, el apoyo para reemplazar el Minuteman III con un sistema ICBM moderno aumentó al 65 por ciento, en comparación con solo el 15 por ciento a favor de la renovación.

## Coalición ICBM
La Coalición ICBM en el Congreso, que presiona por el GBSD, pudo limitar la reducción de misiles terrestres desplegados a 50 en el Nuevo Tratado de Reducción de Armas Estratégicas (START III). A partir de mayo de 2021, la membresía en la coalición incluía senadores de estados que albergarán o desarrollarán los misiles GBSD propuestos: el copresidente, el senador John Hoeven (R-ND); Copresidente, Senador Jon Tester (D-MT); el senador John Barrasso (R-WY); el senador Steve Daines (R-MT); el senador Mike Lee (R-UT); Senador Mike Rounds (R-SD).
Tester se desempeña como Presidente del subcomité de defensa de Asignaciones del Senado. Durante un evento de primavera de 2021 organizado por la Alianza de Armas Nucleares Avanzadas con sede en Washington D. C. Tester dijo que estaba comprometido a mantener el GBSD "en el buen camino", aunque agregó que habrá un debate sobre los nuevos misiles propuestos durante el proceso de asignaciones de defensa de 2022.
Según la Asociación de Control de Armas, los Senadores del Caucus recibieron las siguientes contribuciones de contratistas militares entre 2012 y 2020: Romney (645,000$); Probador (102,360$); Barasso (89,000$); Daines (85,948$); Enzi (68,500$); Cramer (49,593$). En total, los contratistas militares han donado 1,2 millones de $ a los miembros actuales de la Coalición de ICBM del Senado y más de 15 millones de $ a los 64 miembros de los comités influyentes, los subcomités de fuerzas estratégicas de Servicios Armados del Senado y la Cámara y los subcomités de defensa de Asignaciones del Senado y la Cámara. que puede decidir el destino de la legislación ICBM. Los contratistas de misiles balísticos intercontinentales también se dedican a cabildear a los representantes en el Congreso, y los patrocinadores corporativos de GBSD emplean a 380 cabilderos, según la Asociación de Control de Armas.

## Usuarios
- Estados Unidos (planeado)